# Атанас Казанджиев
Атанас Казанджиев е български революционер, деец на Върховния македонски комитет.

## Биография
Роден е в Прилеп. Занимава се с търговия в България. На IV конгрес на Македонските дружества в България през юли 1897 година е избран за член на ВМК.
Умира в 1907 година.